# (375007) Buxy
(375007) Buxy est un astéroïde de la ceinture principale.

## Description
(375007) Buxy est un astéroïde de la ceinture principale. Il fut découvert le 14 avril 2007 à Nogales dans l'Arizona par Jean-Claude Merlin. Il présente une orbite caractérisée par un demi-grand axe de 2,80 UA, une excentricité de 0,12 et une inclinaison de 10,3° par rapport à l'écliptique.
Il est nommé d'après la commune de Buxy.